# Route départementale 1 (Var)
Pour les articles homonymes, voir Route départementale 1.
La route départementale 1 est une route qui part de la bifurcation avec la route départementale 560, qui traverse Rougiers et qui s'arrête au croisement avec la route nationale 7.